# Symfonie nr. 9 (Bruckner)
Symfonie nr. 9 is de laatste, onvoltooide compositie van de Oostenrijkse componist Anton Bruckner (1824-1896).

## Delen
- I Geen titel (Tempo- en karakteraanduiding: Feierlich: Misterioso) in d mineur
- II Scherzo: Bewegt, lebhaft - Trio: schnell - Scherzo in d mineur
- III Adagio: langsam feierlich in E majeur
- IV [Finale: onvoltooid]

## Ontstaan
Bruckner begon in 1887 aan zijn 9de symfonie, met de opdracht "Dem lieben Gott gewidmet", zodra hij zijn 8ste had beëindigd. Door de weigering van Hermann Levi om de 8ste uit te voeren werd het werk aan de 9de symfonie gedurende vier jaar vrijwel volledig onderbroken: Bruckner, onzeker geworden, was in deze jaren bezig zijn 1ste, 3e en 8ste symfonie om te werken.
De drie voltooide delen van zijn 9de stammen uit 1892-1894. Een eeuw lang is ervan uitgegaan dat Bruckner, die zijn laatste levensjaren in ernstige mate te kampen had met ziekte en ouderdomszwakte, van de finale slechts de expositie en het verdere verloop (doorwerking) tot de coda had geschetst (in meerdere ontstaansfasen). Tegelijk was hij al begonnen om de expositie en een groot deel van de doorwerking van de finale in een volledige partituur te brengen.
Door het onregelmatig opduiken van onbekende schetsbladen van de finale van de 9de is langzamerhand het beeld ontstaan dat Bruckner zelfs al de afsluitende coda van de finale in schetsvorm had gecreëerd. Echter, in de dagen volgend op zijn overlijden moet veel compositiemateriaal van de 9de uit zijn woning zijn ontvreemd door 'souvenirjagers': schetsbladen en zelfs particel- en partituurbladen.
Bruckner had in de laatste maanden van zijn leven een "noodoplossing" bedacht voor het geval hij niet meer bij machte zou zijn om de finale volledig in partituur te brengen. Hij suggereerde aan zijn omgeving om in dat geval het Te Deum uit 1883 als finale uit te voeren. Hiervoor schetste hij zelfs, ergens op een groot muziekblad van de finalepartituur-in-ontwikkeling, de aanduiding Te Deum waarmee hij markeerde dat de hierop volgende maten als overgangssectie naar het Te Deum - dat in de hoofdtoonsoort C majeur staat (van de gehele symfonie is dit echter d mineur) - zouden kunnen functioneren. Verder dan deze concrete aanwijzing is hij niet gegaan - of  heeft hij niet kunnen gaan.
Of zelfs de drie voltooide delen van Bruckners 9de als 'voltooid' zijn te beschouwen, is een vraag die nog maar vrij recent aan de oppervlakte is gekomen. Gedocumenteerd is namelijk, op basis van nauwkeurig onderzoek van Bruckners autograaf, dat Bruckner in het compositieproces van de finale op enkele plekken (bij bepaalde instrumentgroepen) in de partituur-in-wording muzikale motieven noteerde die in de symfoniedelen daarvoor nog niet waren 'aangekondigd'. Dit bracht hem ertoe deze motieven alsnog op bepaalde plekken in de orkestpartituur van eerdere, reeds voltooide symfoniedelen 'in te vlechten'. Hiervoor moest hij reeds genoteerde muzieknoten wegkrassen om daarvoor in de plaats nieuwe motieven te noteren die hij in het scheppingsproces van de finale had bedacht. Dit heeft tot de opvatting geleid dat pas met het voltooien door Bruckner zelf van de finale - en de wijzigingen hier en daar van muzieknoten in reeds afgesloten symfoniedelen - sprake zou kunnen zijn van daadwerkelijke voltooiing van het gehele vierdelige werk.

## Uitvoeringsversies
Bij de eerste uitvoering in 1903 had Ferdinand Löwe, leerling van Bruckner, de originele partituur maat voor maat naar een Wagneriaans klankidioom geherinstrumenteerd. Deze niet-authentieke versie van de 9de symfonie werd 30 jaar lang zo gespeeld.
Pas bij de dood van Franz Schalk - een andere leerling van Bruckner - werden de handschriften van Bruckner (die voordien opgeslagen lagen in de Österreichische Nationalbibliothek in Wenen) toegankelijk voor onderzoek. In een historisch concert een jaar later onder Siegmund von Hausegger in München werden beide (driedelige) versies van de instrumentatie na elkaar gespeeld en werd de omvang van Löwes ingrepen hoorbaar.
Robert Haas heeft naar beste weten een uitgave van de originele versie verzorgd die vele jaren overal gebruikt werd. Pas in het kader van de wetenschappelijke Anton Bruckner Gesammtausgabe is, in 2000, een partituuruitgave tot stand gekomen die wel aan algemeen geldende criteria van betrouwbaarheid tegemoetkomt (zie 'Muziekuitgaven').

## Finale
Diverse musicologen hebben pogingen gedaan de finale te voltooien, te beginnen met William Carragan (1984) en gevolgd door Giuseppe Mazucca, Nicola Samale, John A. Phillips en Benjamin-Gunnar Cohrs. Zij baseerden zich op bewaard gebleven manuscriptpagina's, die aanleiding geven tot de veronderstelling dat de finale tot aan de coda zo goed als voltooid moet zijn geweest. Een duidelijke verwijzing naar het Te Deum is in de schetsen aan te wijzen. Al zijn deze voltooide versies in het openbaar uitgevoerd en op opnamen vastgelegd, niettemin blijft elke voltooiing van het werk hypothetisch. In de concertpraktijk wordt doorgaans de voorkeur gegeven aan de driedelige versie, hoezeer dit ook Bruckners eigen opvattingen van de grote symfonie (in vier delen) weerspreekt.
De 9e symfonie wordt af en toe uitgevoerd met een finale die voltooid is door een van de bovengenoemde muziekwetenschappers. Een van de vroegste uitvoeringen vond plaats in 1985, toen Hubert Soudant bij het afscheidsconcert van het Utrechts Symfonie Orkest de toenmalige Carragan-versie dirigeerde. Ook bestaan er diverse cd-opnamen, waarvan die van de Samale/Phillips/Mazzuca/Cohrs-versie door Sir Simon Rattle met de Berliner Philharmoniker uit 2012 een van de bekendste is. In 2016 maakte Gerd Schaller een opname van zijn versie van de finale en na herziening in 2019 opnieuw. Ook hij baseerde zich zoveel mogelijk op Bruckners eigen schetsen, maar zijn uitkomsten waren enigszins anders omdat hij probeerde meer verbanden te leggen met de voorgaande delen en ook omdat hij vroege schetsen voor de finale verwerkte die Bruckner zelf al leek te hebben verworpen. Schallers argumenten voor deze historiserende aanpak waren dat hij een stijlbreuk wilde voorkomen door de finale, die in zijn ogen een "Fremdkörper" was, meer in lijn te brengen met de manier waarop Bruckners andere finales zijn vormgegeven. Critici brachten daartegen in dat de finale als "Fremdkörper" wel degelijk conform Bruckners bedoeling kan zijn geweest aan het eind van zijn leven.
Elke versie vertegenwoordigt echter slechts een volgende fase in het steeds voortschrijdende Bruckneronderzoek en "de" definitieve finale conform Bruckners intenties zal nooit bestaan.
In zijn 5. Symfonie "Jetzt und in der Stunde des Todes" (2009) verwerkte de Duitse componist Heinz Winbeck (1946-2019) de thema's uit Bruckners schetsen voor de Negende symfonie.

## Muziekuitgaven
- Benjamin-Gunnar Cohrs (red.): Anton Bruckner, IX. Symphonie d-moll (1. Satz – Scherzo & Trio – Adagio) - Kritische Neuausgabe unter Berücksichtigung der Arbeiten von Alfred Orel und Leopold Nowak, Partitur und Stimmen. Wenen 2000.
- Benjamin-Gunnar Cohrs (red.): Anton Bruckner, IX. Symphonie d-moll (1. Satz – Scherzo & Trio – Adagio), kritischer Bericht zur Neuausgabe. Wenen 2001.
- Benjamin-Gunnar Cohrs (red.): Anton Bruckner, IX. Symphonie d-moll, Scherzo & Trio, Studienband zum 2. Satz. Wenen 1998.
- Benjamin-Gunnar Cohrs (red.): Anton Bruckner, 2 nachgelassene Trios zur IX. Symphonie d-moll, Aufführungsfassung, Partitur incl. kritischer Kommentar und Stimmen. Wenen 1998.
- John A. Phillips (red.): Anton Bruckner, IX. Symphonie d-moll, Finale (unvollendet), Rekonstruktion der Autograph-Partitur nach den erhaltenen Quellen. Studienpartitur. Wenen 1994/99.
- John A. Phillips (red.): Anton Bruckner, IX. Symphonie d-moll, Finale (unvollendet), Rekonstruktion der Autograph-Partitur nach den erhaltenen Quellen, Dokumentation des Fragments, Partitur einschl. Kommentar & Stimmen. Wenen 1999/2001.
- John A. Phillips (red.): Anton Bruckner, IX. Symphonie d-moll, Finale (unvollendet), Faksimile-Ausgabe sämtlicher autographen Notenseiten. Wenen 1996.
- Nicola Samale, Bejamin-Gunnar Cohrs (red.): Anton Bruckner: IX. Symphonie d-moll, Finale. Vervollständigte Aufführungsfassung Samale-Phillips-Cohrs-Mazzuca. Neuausgabe mit kritischem Kommentar (dt./engl.) von Benjamin-Gunnar Cohrs. München 2005/herziene uitgave 2008 (Repertoire Explorer Study Score 444)